# 貝倫賽艇足球會 (巴西)
賽艇球會(Clube do Remo)，也稱「貝倫賽艇」，是一家位於帕拉州貝倫的巴西職業球會，成立於 1905 年 2 月 5 日，參加巴西足球丙级联赛。隊名中Remo是葡萄牙語，意思是「賽艇」。
該球會還提供其他運動，如划船、游泳和籃球等。2022年，將參加C系列賽。